# Казахська кухня
Казахська кухня (каз. Қазақтың ұлттық тағамдары) — при збереженні чисто національних рис має помітні інтернаціональні. У казахській національній кухні відбивається душа народу Казахстану, його історія, звичаї, традиції. Найбільшою відмінною рисою казахського народу є гостинність. Шановних гостей радо зустрічають, садовлять на найпочесніше місце, пригощають найкращими стравами, які є у домі. В різних регіонах Казахстану цей звичай може мати особливості, але незмінним є одне — прагнення казаха упередити будь-яке бажання гостей. У наші часи застілля докорінно змінило форми, але не втратило древніх законів гостинності. За сьогоднішнім дастарханом (стіл, частування) збираються не тільки казахи, але також численні гості, які живуть у великій багатонаціональній республіці — росіяни, українці, узбеки, німці, татари, уйгури, дунгани, корейці.
Здавна казахська кулінарія відрізнялася своєрідною технологією. Особливість життєвого укладу казахського народу наклала відбиток на способи приготування їжі. У традиційній казахській кухні перевага завжди віддавалася варінню. Саме цей процес дозволяє одержувати м'які й ніжні смакові відтінки м'яса, додає йому соковитості та аромату.
Велика увага приділялася заготівлі і тривалому зберіганню продуктів. Під час забою худоби частину м'яса солили, в'ялили, іноді коптили. Делікатесні вироби готували в основному з кінського м'яса — кази, шужук, жал, жая, карта тощо.
Широко використовувалися молоко і молочні продукти. Перевага віддавалася кисломолочній продукції, тому що її простіше і легше було зберігати в умовах кочового життя. Хліб найчастіше випікався у виді коржів. З печених виробів найбільшою популярністю користувалися і користуються баурсаки. З напоїв завжди улюбленими були кумис, шубат і айран, особливе місце займав чай.
Казахська кухонна кімната мало чим відрізняється від європейської. Сьогодні в кожному будинку є електричні чи газові плити, холодильники, водогін, набір різноманітного посуду.
Дастархан казахів має свою древню історію, традиції і властиві тільки казахському народу специфіку й особливості, самобутнє мистецтво організації прийому й обслуговування гостей.
У першу чергу гостю подають кумис, шубат чи айран, потім — чай з молоком або вершками. Чай розливають тільки дівчата і молоді жінки, при цьому майстерно розливати чай не просто. Треба стежити, щоб піали не пустували, не переплутати їх, не залишати на краю піали чаїнок. І навіть якщо гість дає зрозуміти, що угамував спрагу, його не можна залишати без уваги — господарка повинна запропонувати йому сий-аяк — піалу пошани.
До чаю подають баурсаки (шматочки дріжджового тіста, обсмажені в рослинній олії), вершкове масло, варення, сухі і свіжі фрукти, горіхи, печиво, солодощі.
Потім подають закуски з конини або баранини — кази, шужик, жал, жая, сурет, карта. На столі обов'язково повинні бути коржі з пшеничного борошна.

## М'ясо
М'ясо — основа більшості страв, саме м'ясні продукти прикрашають будь-який дастархан. За кількістю м'ясних страв судять про багатство і розмаїтість святкового столу.

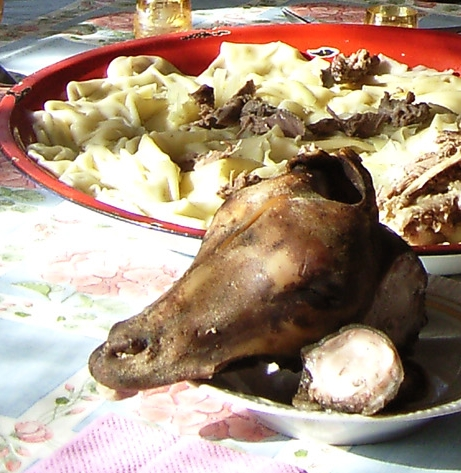
Бешбермак з баранячою головою

На честь почесних гостей (якими є аксакали, свати, родичі, друзі, а також гості, що приїхали здалеку) казахи, як правило, ріжуть барана. Обробка баранини по-казахськи має свою специфіку: тушу розрізають тільки по суглобах; кістки не розрубують, завдяки чому знижується небезпека потрапляння у м'ясо кісток. Частини м'яса, розділені таким способом, називаються жілік. Кожен жілік має свою назву і відповідного адресата, тобто подається визначеному гостю. Добірні частини баранячої туші, призначені для почесних гостей, називають муше, а обряд їхнього подавання — муше устау.
Головну частину баранини — бас (голову) подають найпочеснішому гостю. Обряд цей називається бас тарту. Як правило, такої честі удостоюється шанований аксакал або гість, який приїхав здалеку. Жінкам бас подавати не прийнято (за деяким винятком). Не подають голову також молодим людям, які мають здорових батьків: вважається, що вмре батько.
Той, кому випала честь тримати бас, роздає присутнім окремі частини голови, дотримуючись при цьому визначеного ритуалу, в якому відбився древній звичай поважного ставлення до гостей, старих, дітей, близьких і далеких родичів. Дітям дають кулак (вуха), «щоб завжди прислухалися до порад старших». Кез (очі) подаються господарці будинку, (щоб вона завжди залишалася зіркими очима чоловіка). Тіл (язик) дістається молодим хлопцям, (щоб виросли красномовними ораторами).
Другому за значенням гостю подають асикти жілік (стегно). Як видно із самої назви, саме тут знаходяться асик, — кісточки для улюбленої гри казахських (і не тільки) дітей.
Одна з найкращих частин баранячої туші — жанбас (тазова частина)— подається, як правило, свату. Необхідно відзначити, що для казаха сват — один з найшанованіших гостей, тому що казахське прислів'я говорить: «Зять на сто років, сват — на тисячу». Коли куда (сват) відсутній за дастарханом, жанбас подають головному гостю разом з бас (головою).
Тос (грудинка) — призначається для зятя. За звичаєм, зять на подяку повинен внести символічну плату. Жінці (в основному одруженій) прийнято подавати куйимшак (куприк) і кабирга (ребро).
Разом з тим, існують звичаї, які забороняють давати дітям мі (мозок), бо будуть слабохарактерним (ні риба, ні м'ясо)! Дівчатам не можна їсти кері жілік — щоб не залишитися безшлюбними (кері жілік дослівно означає «стара кістка»), одруженим жінкам не дають талак (селезінку), аби чоловік не кинув (талак — за законом шаріату означає розлучення).
Прикрасою будь-якого дастархану і найулюбленішою стравою у казахів завжди вважається м'ясо по-казахськи. На велику круглу чи овальну тарель укладають сочені, на них — великі необроблені шматки відвареної конини чи баранини, потім — нарізану кільцями і припущену у бульйоні цибулю, прикрашають зеленню кропу, петрушки і кіндзи.
Ароматне м'ясо їдять з тонко розкатаними і відвареними шматочками тіста. Прекрасним доповненням до страви служить насичений ароматний м'ясний бульйон — сорпа, що подається за звичай в піалах. Наприкінці трапези подають кумис, а після нього — знову чай.